# Котовка (Вілейський район)
Котовка (біл. вёска Катоўка) — село в складі Вілейського району Мінської області, Білорусь. Село підпорядковане Іллінській сільській раді, розташоване в північній частині області.